# Pistolet wz. 58
Pistolet wz. 58 – prototyp pistoletu samopowtarzalnego skonstruowany w Polsce w latach 50. XX wieku.

## Historia
W 1958 roku rozpoczęto w Polsce prace nad pistoletem samopowtarzalnym zasilanego amunicją 9 x 18 mm Makarowa – następcą pistoletu TT.
Jedną z zaprojektowanych wtedy konstrukcji był pistolet skonstruowany przez Ryszarda Białostockiego i Ryszarda Chełmickiego. W odróżnieniu od pozostałych zespołów konstruujących nową broń założyli oni że nowy pistolet będzie bronią z zamkiem zaryglowanym.
Prototyp był gotowy w 1958 roku, ale podczas pierwszych prób nastąpiła awaria rygla, jednak po przeprojektowaniu tej części pistolet działał już niezawodnie. Próby wykazały także bardzo łagodny odrzut i wysoką celność nowej broni.
W 1958 roku wystąpiono o patent na nową konstrukcję oznaczoną jako „9 mm pistolet samopowtarzalny wz. 1958”. Patent został udzielony twórcom 7 kwietnia 1960 roku.
Pistolet wz. 58 był bronią o wysokich parametrach, ale ostatecznie do produkcji wprowadzono pistolet P-64 prostszy i tańszy w produkcji.

## Opis konstrukcji
Pistolet wz. 58 działał na zasadzie krótkiego odrzutu lufy. Ryglowany za pomocą poprzecznego rygla o pionowym ruchu umieszczonego pod lufą. Zasilany był z jednorzędowego magazynka pudełkowego o pojemności 6 nabojów. Mechanizm uderzeniowy kurkowy z kurkiem wewnętrznym. Mechanizm spustowy z samonapinaniem. Po ostatnim strzale zamek zatrzymuje się w tylnym położeniu. Do zwalniania zamka służy dźwignia po lewej stronie szkieletu, pełni ona także rolę dźwigni bezpiecznika. Celownik stały.